# 安东尼奥·达·马格达连那
安东尼奥·达·马格达连那（Antonio da Magdalena，？—约1589年），葡萄牙方济各会修士和旅行家，是最早到吴哥旅行的欧洲人，他在1586年游历吴哥，1589年向葡萄牙历史学家蒂欧格·都·科托报告其游历吴哥的见闻：“城为方形，有四门有护城河环绕……建筑之独特无以伦比，其超绝非凡，笔墨难以形容”。达·马格达连那后来在海难中丧生。